# Championnat de Suisse de hockey sur glace 1929-1930
Saison précédente Saison suivante
La saison 1929-1930 est la 21e saison du championnat de Suisse de hockey sur glace.

## Championnat national

### Qualification Est
Le 22 décembre 1929 :
- HC Davos - HC Saint-Moritz 5-0 forfait

Le HC Arosa déclare également forfait.

### Qualifications Ouest
Elles se jouent le 22 décembre 1929, à Gstaad, sans le HC Rosey Gstaad qui n'a pas assez de joueurs suisses pour disputer le championnat national :
- HC Château-d'Œx - Star Lausanne HC 2-1
- Lycée Jaccard - HC Château-d'Œx 4-3
- Lycée Jaccard - Star Lausanne HC 1-5

| Clt   | Équipe           | PJ | V | D | N | BP | BC | Diff | Pts |
| ----- | ---------------- | -- | - | - | - | -- | -- | ---- | --- |
| +001, | Star Lausanne HC | 2  | 1 | 1 | 0 | 6  | 3  | +3   | 2   |
| +002, | HC Château-d'Œx  | 2  | 1 | 1 | 0 | 5  | 5  | +0   | 2   |
| +003, | Lycée Jaccard    | 2  | 1 | 1 | 0 | 5  | 8  | -3   | 2   |

- En gras : qualifié pour la finale

### Finale
Elle se dispute le 5 janvier 1930, à Davos :
- HC Davos - Star Lausanne HC 16-1

Davos remporte le 4e titre de son histoire, le 2e consécutivement.

## Série B

### Finale
Le 9 février 1930, à Villars-sur-Ollon :
- HC Rosey Gstaad II - HC Davos II 7-2

## Championnat international suisse
Ne limitant pas le nombre de joueurs étrangers, ce championnat n'est pas pris en compte pour le palmarès actuel des champions de Suisse.

### Zone Ouest
Le 19 janvier 1930, à Château-d'Œx :
- Demi-finales : 
  - HC Rosey Gstaad - Lycée Jaccard 8-1
  - HC Château-d'Œx - Star Lausanne HC 2-0

- Finale :
  - HC Rosey Gstaad - HC Château-d'Œx 1-0

### Zone Est
Le 19 janvier 1930, à Davos :
- Demi-finale : Akademischer EHC Zürich - Lyceum Zuoz 2-1
- Finale : HC Davos - Akademischer EHC Zürich 14-1

### Finale
Le 16 février 1930, à Gstaad :
- HC Rosey Gstaad - HC Davos 1-4 (0-1 1-1 0-2)